# جواو فينتورا
جواو فينتورا (14 يناير 1994 في البرتغال - ) هو لاعب كرة قدم برتغالي في مركز الهجوم.

## وصلات خارجية
- جواو فينتورا على موقع قاعدة بيانات كرة القدم.إي يو (الإنجليزية)
- جواو فينتورا على موقع Soccerway.com (الإنجليزية)